# Casco Antiguo de Vesela Straža
El Casco Antiguo de Vesela Straža (en bosnio: Stari grad Vesela straža), es una fortificación de la Edad Media y del período otomano, en el municipio de Bugojno, Bosnia y Herzegovina, y ha sido declarado monumento nacional de Bosnia y Herzegovina. El Monumento Nacional está constituido por los restos de los cimientos de una fortificación medieval y material arqueológico mueble.

## Ubicación
La fortaleza medieval de Vesela Straža está situada en la colina rocosa de Kik, a 844 m sobre el nivel del mar, en una parte de la colina dominante que rodea parte del Campo de Skopskog sobre Bugojno desde el suroeste. Está situado en una estrecha pendiente natural que separa la llanura de Skopskog, por un lado, y el paso de Koprivnica, por el otro. La ciudad está situada en el punto más alto de esta ladera, lo que crea un obstáculo para el acceso a la ciudad. Se ha despejado un camino forestal hasta el monumento.

## Historia
Según datos históricos insuficientemente fiables, en Vesela Straža había un monasterio y una iglesia franciscana del año 1406. Allí se celebró una reunión de la orden franciscana, a la que asistió el rey Ostoja de Bosnia. En una carta del 13 de octubre de 1450, el rey Tomás de Bosnia se dirigió al gobierno veneciano desde Vesela Straza (castra Veszela Straxa in comitatu Uschopya). Una parte de la župa de Uskoplje, en la que Vesela Straža era el centro de una župa, estaba en posesión de los reyes bosnios, y la otra estaba bajo el gobierno del herceg Stjepan Vukčić Kosača.
Los Archivos Estatales de Zadar contienen una gran cantidad de información sobre Vesela Straža, que era uno de los mercados más importantes de esa parte de Bosnia. Numerosos registros de deudas comerciales de los habitantes locales de Vesela Straža con los comerciantes de Split son evidencia de un comercio desarrollado en el que Vesela Straža jugó un papel importante. Estaba situada en la encrucijada de las rutas comerciales que conducían desde el centro y norte de Dalmacia, a través del campo de Kupreš, hasta el valle del alto río Vrbas, desde donde se ramificaban hacia la župa de Lašva y Jajce. La ruta comercial de Dubrovnik a Jajce pasaba por la fortaleza.
Con la caída de Bosnia a mediados de 1463, la župa de Uskoplje también cayó temporalmente bajo el dominio otomano. En octubre del mismo año, comenzó una contraofensiva de las fuerzas húngaras y sus aliados, entre los que se encontraba Vladislav Hercegović, hijo del herceg Stjepan. Liberaron parte del suroeste de Bosnia, Rama, Uskoplje con Vesel Straža y Livno y recibió las posesiones mencionadas del rey en 1463. La nahia de Skoplje cayó definitivamente bajo el dominio otomano en 1503. En el documento de donación de Mustaj-beg Skenderpašić de 1517 se menciona el pueblo de Vesela Straža, pero el fuerte ya no se menciona. Durante el siglo XVI se enumeraban entre 100 y 111 casas que pagaban impuestos.

## Descripción
Una parte del Casco Antiguo estaba en una estrecha pendiente, pero debido a la falta de investigación arqueológica, los cimientos de la fortaleza no están claramente definidos. A finales del siglo XIX quedan restos de la Gran Torre, de planta rectangular, con aspilleras. Con el tiempo, las murallas fueron destruidas y en la actualidad son parcialmente visibles. Esta parte está separada de la otra por una zanja. En la segunda parte se pueden distinguir restos parciales de los muros norte y oeste de la torre principal. No se sabe qué tipo de cimientos tenía la torre. Las dos partes de la fortaleza estaban conectadas por un puente.